# Rivière Redknife
La rivière Redknife (anglais : Redknife River) est un cours d'eau situé dans les Territoires du Nord-Ouest au Canada. Elle est un des principaux affluents du fleuve Mackenzie.
La formation de Redknife, une unité stratigraphique du bassin sédimentaire de l'Ouest canadien a été nommé d'après la rivière.

## Cour
La rivière Redknife prend sa source de la Redknife Hills, à une altitude de 765 mètres . Elle coule vers l'est, le long des pentes de la colline, puis tourne vers le nord. Elle tire l'eau d'un système de lacs, puis tourne vers le nord-est. Elle est traversée par l'autoroute Mackenzie, puis tourne vers le nord. Elle se jette dans le fleuve Mackenzie, à une altitude de 145 mètres, à 100 kilomètres en aval de Fort Providence et 75 kilomètres en amont de Jean Marie River.